# Pontificia Academia de Santo Tomás de Aquino

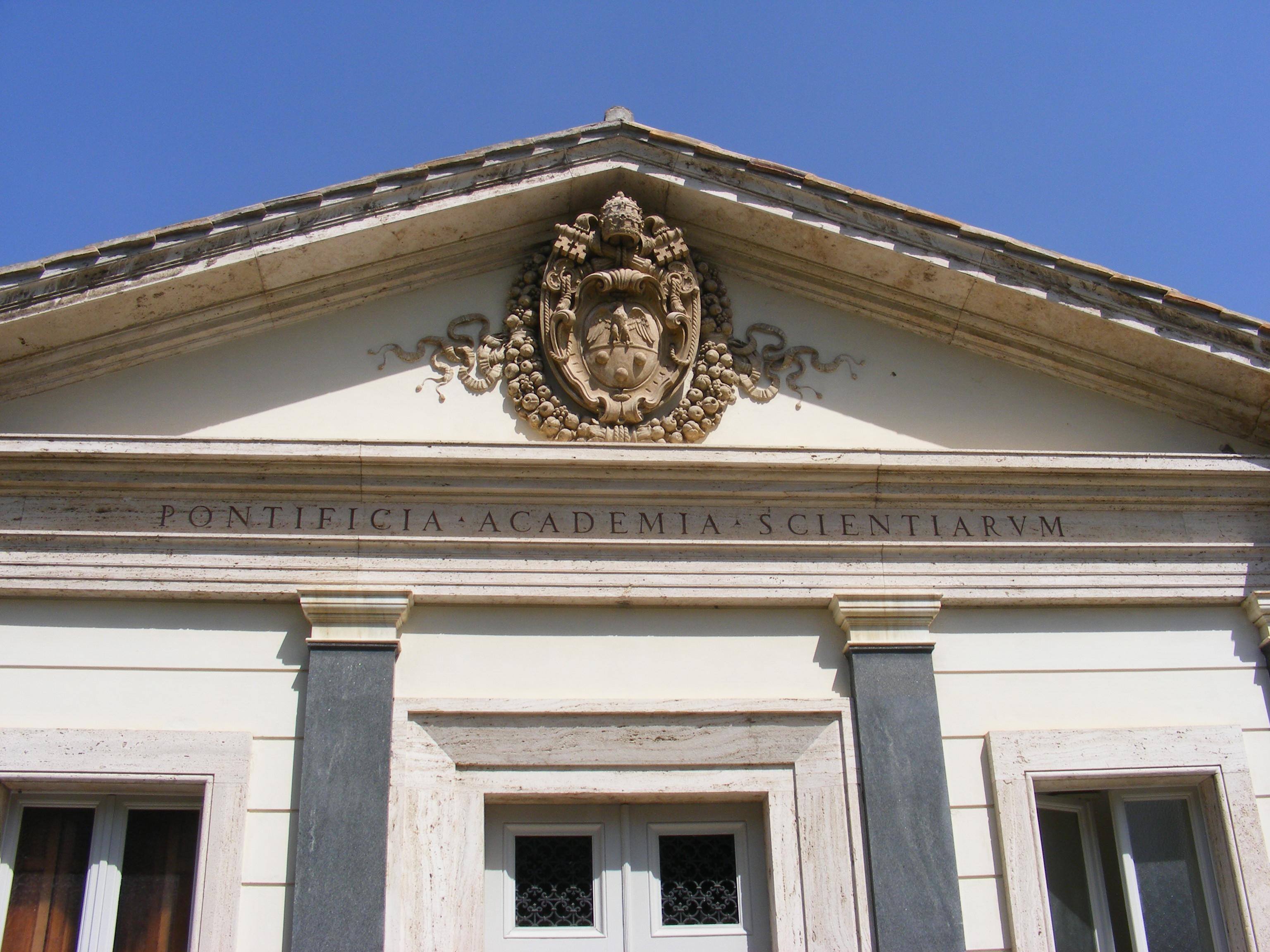

La Pontificia Academia de Santo Tomás de Aquino (PAST) (nombre original en latín, según el artículo #1 de sus estatutos: Pontificia Academia Sancti Thomae Aquinatis) fue establecida el 15 de octubre de 1879, tres meses después de la publicación de la encíclica Aeterni Patris, del 4 de agosto de 1879, por el Papa  León XIII quien nombró a dos presidentes, su hermano Giuseppe Pecci (1879-1890) y Tommaso Maria Zigliara, profesor de teología en el Colegio de Santo Tomás, la futura Universidad Pontificia de Santo Tomás de Aquino, Angelicum.
La academia es una de las Academias Pontificias situadas en el Vaticano, en Roma.

## Historia
La academia fue fundada con treinta miembros: diez de Roma, diez del resto de Italia y diez de otros países. La academia fue una de varias fundaciones tomistas en lugares como Bologna, Friburgo (Suiza), París y Lowden. A continuación, la Academia fue confirmada por Pío X con su carta apostólica del 23 de enero de 1904 y ampliada por Benedicto XV el 31 de diciembre de 1914. Juan Pablo II reformó la Academia el 28 de enero de 1999 con su carta apostólica Munera Inter Academiarium, publicada poco después de su encíclica Fides et Ratio.
La Academia tiene su sede temporal en el Casina Pío IV en la Ciudad del Vaticano. Sus objetivos, como se indica en Anuario de la Academia (impresión de 2007), son los siguientes:
- Llevar a cabo la investigación, explicar y difundir la enseñanza de Santo Tomás de Aquino
- Proponer Santo Tomás de Aquino como modelo cristiana maestro, buscador de la verdad, amante del bien y estudioso de todas las ciencias
- Tener al servicio de toda la enseñanza de Santo Tomás de Aquino en el acuerdo de la tradición cristiana y el magisterio de la Iglesia, especialmente en lo que se establece en las encíclicas  Aeterni Patris  y  Fides et Ratio
- Explicar, en la medida de lo posible, el misterio de la fe y las conexiones analógicas entre los artículos internos de la fe de acuerdo con el pensamiento de Santo Tomás de Aquino; honrar, con ello, al mismo tiempo, su título, Doctor Communis
- Fomentar la interacción entre la fe y la razón, y fomentar el incremento del diálogo entre las ciencias, filosofía y teología
- Cooperar con los miembros de otras academias en un espíritu de amistad para promover la filosofía y la teología cristianas
- Estimular la interacción internacional entre los estudiosos de Santo Tomás de Aquino y su obra
- Difundir el papel del pensamiento tomista en la sociedad
- Promover la educación en los estudios tomistas y la comprensión del público de las ideas de Santo Tomás de Aquino
- Fomentar la investigación sobre la obra y el pensamiento de Santo Tomás de Aquino.

El actual presidente de la PAST es Mons. Lluís Clavell del Opus Dei, quien sustituyó en junio de 2009, al Reverendo Padre Edward Kaczyński, OP. El actual secretario es el obispo Marcelo Sánchez Sorondo.
Hasta 1965 la presidencia de la PAST se llevó a cabo mediante un grupo de cardenales. El Papa Pablo VI nombró al primer cardenal  como presidente de la PAST, el cardenal Michael Browne, OP. Después de su muerte en 1971, la presidencia quedó vacante hasta el nombramiento del cardenal Mario Luigi Ciappi, OP en 1979. Después de su muerte en 1996, la PAST se reformó. El cargo de presidente ya no sería otorgado a un cardenal y su nombramiento sería por un período de cinco años. Abelardo Lobato, OP, profesor de filosofía en el Colegio de Santo Tomás, futura Universidad Pontificia de Santo Tomás de Aquino, Angelicum, fue presidente de 1999 a 2005.

## Miembros actuales (2011)
- Jan Aertsen
- Enrico Berti
- Mauricio Beuchot Puente O.P.
- Inos Biffi
- Serge-Thomas Bonino O.P.
- Stephen L. Brock
- Jean-Louis Bruguès  O.P.
- Rafael Tomás Caldera
- Angelo Campodonico
- Romanus Cessario O.P.
- Lluís Clavell
- Andrea Dalledonne
- Lawrence Dewan O.P.
- Joseph Augustine Di Noia O.P.
- María Celestina Donadío Maggi de Gandolfi
- Jude Patrick Dougherty
- Ricardo A. Ferrara
- Kevin Flannery S.J.
- Yves Floucat
- Eudaldo Forment
- Umberto Galeazzi
- Luz García Alonso
- Wojciech Giertych O.P.
- F. Russell Hittinger
- Reinhard Huetter
- Ruedi Imbach
- Juan José Sanguineti
- José A.Izquierdo Labeaga
- Edward Kaczyński O.P.
- Antonio Livi
- Alejandro Llano
- Mauro Mantovani S.D.B.
- Enrique Martínez
- Fernando Moreno
- Charles Morerod O.P.
- John O'Callaghan
- Michael Pakaluk
- Mario Pangallo
- Günther Pöltner
- Pasquale Porro
- Vittorio Possenti
- Pedro Rodríguez
- Mario Enrique Sacchi
- Marcelo Sánchez Sorondo
- Horst Seidl
- Carlos Steel
- Giuseppe Tanzella Nitti
- Luca Tuninetti
- Georg Wieland
- Robert Wielockx
- John Wippel

## Eméritos
- Adrianus Johannes Aertsen
- Inos Biffi
- Jude P. Dougherty
- Leonard J. Elders
- Ricardo A. Ferrara
- Brunero Gherardini
- Bernard R. Inagaki
- Gabriel Ly Chen-Ying
- Giuseppe Perini
- Gustavo Eloy Ponferrada
- Pedro Rodríguez
- Mario E. Sacchi
- John F. Wippel
- Zofia Zdybicka
- Albert Zimmermann

## Académicos históricos
- Mariano Artigas
- Domingo Basso
- Salvino Biolo
- Francisco Canals Vidal
- Tito Centi
- Bertrand de Margerie
- Lawrence Dewan
- Edda Ducci
- Luigi Iammarrone
- Edward Kaczynski
- Albert Krąpiec
- Abelardo Lobato
- Ralph M. McInerny
- Battista Mondin
- Quintín Turiel García
- Juan Agustín Barriga Espinosa